# Северо-Американская епархия (Грузинский патриархат)
Се́веро-Америка́нская епархия (груз. ჩრდილოეთ ამერიკის ეპარქია) — епархия Грузинской православной церкви на территории Северной Америки.

## История
Грузинские эмигранты появились в Америке в 1920-е годы после присоединения Грузинской демократической республики к СССР, а также неудачного восстания 1924 года.
30 апреля 2009 года решением Священного Синода Грузинской Православной Церкви епископ Димитрий (Шиолашвили) определён управляющим грузинскими приходами в Северной Америке.
3 июня 2014 года решением Священного Синода Грузинской Православной Церкви была образована самостоятельная Северо-Американская епархия. Одновременно Синод постановил во всех грузинских зарубежных приходах основать Центры духовности и культуры и воскресные школы.

## Епископы
- 30 апреля 2009 — 3 июня 2014 — Димитрий (Шиолашвили)  (управляющий приходами)
- c 22 июня 2014 года — Савва (Инцкирвели)